# Anton Borissowitsch Nossik

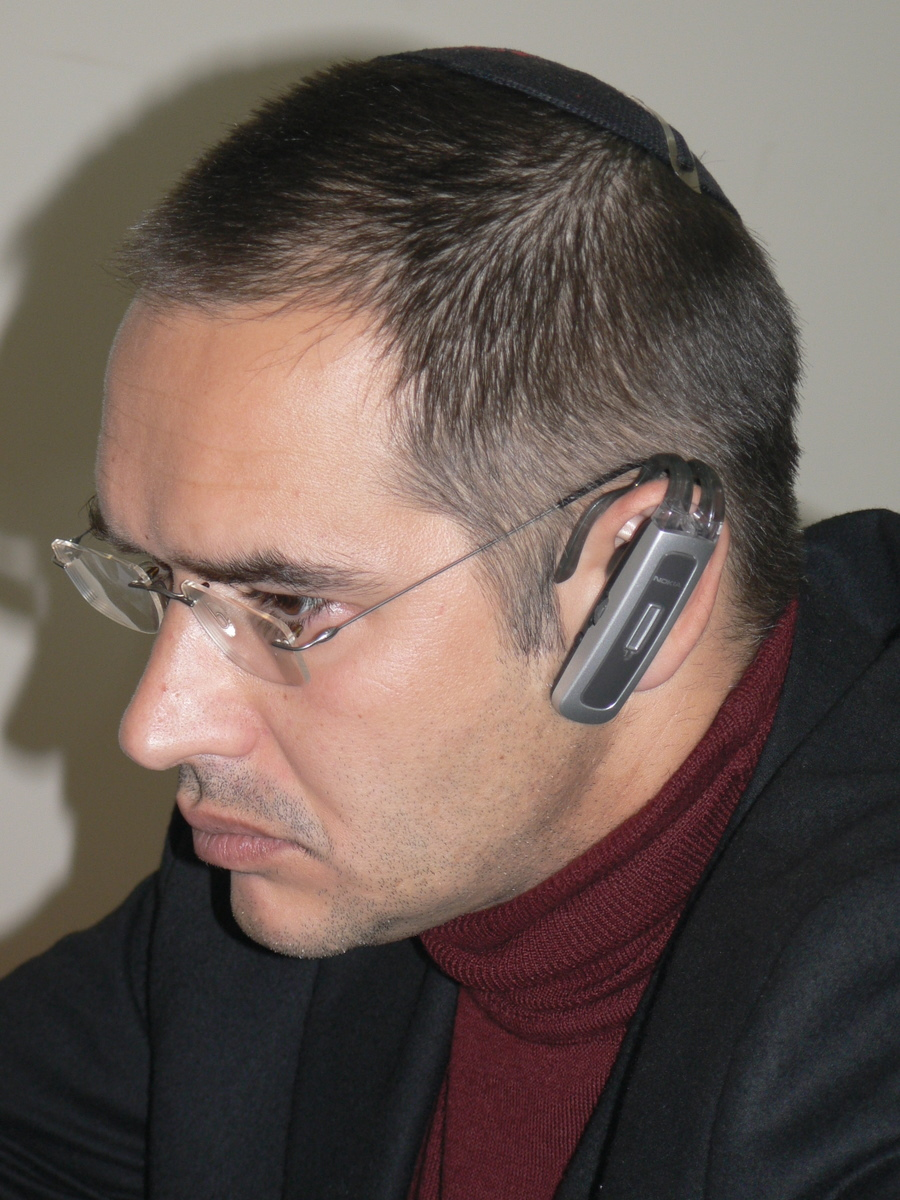
Anton Borissowitsch Nossik

Anton Borissowitsch Nossik (russisch Анто́н Бори́сович Но́сик; * 4. Juli 1966 in Moskau, Russische Sozialistische Föderative Sowjetrepublik, UdSSR; † 9. Juli 2017 in Pirgowo, Oblast Moskau, Russland) war ein jüdischschstämmiger russischer Journalist, Sozialaktivist und Blogger. Er wird gelegentlich als Pate des russischen Internets bezeichnet, und gilt als erster russischsprachiger Blogger. Nosik war Herausgeber der führenden russischen Onlinenachrichtenportale wie Westi.ru, Lenta.ru, Gaseta.ru und Newsru.com.

## Biographie
Nossik ist in die Familie des Schriftstellers Boris Nossik und der Philologin-Polonistin Wiktoria Motschalowa hineingeboren. Sein Vater gehört seit 2011 als Ehrenmitglied der Russischen Kunstakademie an.
Trotz seiner Profilierung als Pionier der digitalen Szene in Russland hat Nossik einen medizinischen Hintergrund im akademischen Bereich. 1989 erwarb er einen Abschluss von der Moskauer Staatlichen Universität für Medizin und Zahnmedizin.
Anfang der 1990er Jahre emigrierte Nossik nach Israel und arbeitete dort für eine Weile für die Tageszeitung The Jerusalem Post. In den Jahren 1994–1995 war er als Redakteur der im zyprischen Limassol erschienenen russischsprachigen Zeitung „Nachrichten aus Zypern“ («Вести с Кипра»). 1997 kehrte er nach Russland zurück.
Nossik war Initiator und Implementierer des ersten Blogprojekts im russischsprachigen Internetraum Runet, der vom Dezember 1996 bis April 1999 aktiv war. Er war einer der Gründer des Hilfsfonds „Pomogi.org.“ Ende 2005.
Ab Herbst 2006 wirkte Nossik als Social Media Evangelist im internationalen Onlinemedien-Unternehmen SUP Media, das von Andrew Paulson und Alexander Leonidowitsch Mamut etabliert wurde. Im September 2008 verließ er die SUP Media.
Vom Oktober 2009 bis März 2011 leitete Nossik den Nachrichtenbereich des russischen Online-Geschäftsportals Bfm.ru.
Nach einer kurzfristigen Rückkehr zur SUP Media (2011–2012) rief Nossik 2014 die Online-Agentur „Мохнатый сыр“ GmbH („flauschiger Käse“) ins Leben, die unter anderem auf die Marketingforschung und die Ermittlung der öffentlichen Meinung fokussiert war.
In den letzten zwei Jahren seines Lebens war Nossik gesundheitlich angeschlagen. Er starb am 9. Juli 2017 am Herzinfarkt und wurde auf dem Friedhof Wostrjakowo beigesetzt.

## Öffentliche Aktivitäten
Nosik war Mitglied des Russischen Jüdischen Kongresses.
Im März 2013 nahm Nosik an einer Reihe von Kundgebungen teil, bei denen die Freilassung der inhaftierten Pussy-Riot-Aktivistinnen gefordert wurden. Er galt als einer der größten Kritiker der russischen Regierung, der er vorwarf, durch harsche Gesetze die Internetfreiheiten in Russland zunehmend eingeschränkt zu haben.
Im März 2017 nahm Nosik an der sogenannten „Konferenz der Blogger“ in Xankəndi (Stepanakert), der Hauptstadt der international nicht-anerkannten Republik Bergkarabach teil. Von dort aus richtete er einige beleidigende Äußerungen an die aserbaidschanische Seite und sprach sich offen für die Abspaltung Bergkarabachs von Aserbaidschan aus. Da die von armenischen Separatisten besetzte Region völkerrechtlich zu Aserbaidschan gehört, setzte die Regierung in Baku Nosik wegen seiner unerlaubten Einreise in das abtrünnige Gebiet auf die schwarze Liste.